# Cirrus fibratus
Cirrus fibratus (Ci fib) és una espècie de núvol cirrus. El nom fibratus ve del llatí i significa «fibrós». Aquests núvols són similars al cirrus uncinus, però no tenen ganxos. Els filaments generalment es troben separats entre si.
Entre aquests núvols filamentosos i estirats, el cel es veu clarament de color blau, molt diferents dels cirrostratus fibratus, els quals se'ls assemblen molt en la forma, però amb la diferència que aquests no deixen veure amb nitidesa el blau del cel entre les seves fibres per la presència d'un vel blanquinós.
De la mateixa manera que els altres núvols cirrus, els fibratus ocorren en altituds elevades. Aquest tipus de cirrus pot indicar l'aproximació d'un front càlid, i pot ser una indicació de bon temps.